# Toxoneuron seminigrum
Toxoneuron seminigrum är en stekelart som först beskrevs av Cresson 1865.  Toxoneuron seminigrum ingår i släktet Toxoneuron och familjen bracksteklar. Inga underarter finns listade i Catalogue of Life.